# プラトン・アカデミー
プラトン・アカデミー（伊: Accademica Platonica, 英: Platonic Academy）は、ルネサンス期にフィレンツェ・メディチ家の周囲に集まった人文主義者らによる私的なサークルをいう。大学のようなものではなく、フィチーノの友人たちの集まり、と言ってもよい。

## 概要

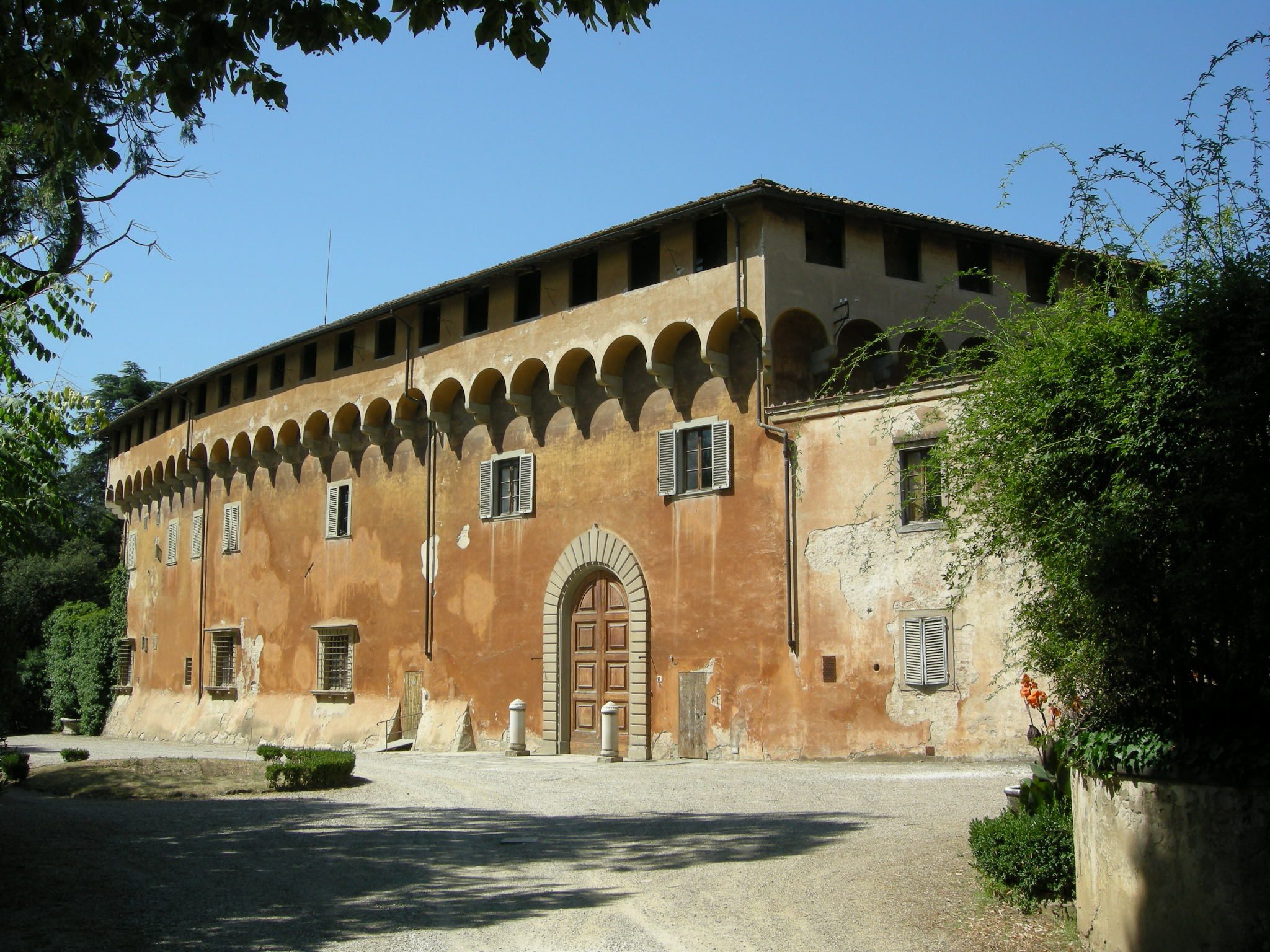
アカデミーの本拠地となったカレッジの別荘

メディチ家当主のコジモ（1389年-1464年）は、古代ギリシア哲学、特にプラトンの思想に強い関心を持っていた。1439年のフィレンツェ公会議の際に東ローマ帝国の代表団の一人としてやってきた哲学者プレトンが行ったプラトン講義をきっかけに、フィレンツェではプラトン哲学への関心が高まっていたのである。
コジモは侍医の子であるフィチーノに語学の才能があるのを見抜き、1462年頃からフィレンツェ郊外カレッジ（Careggi）にあるメディチ家別荘の近くに別荘を与え、プラトンのラテン語翻訳に従事させた。フィチーノはプラトン全集やヘルメス文書などの翻訳により、名声を博した。そしてカレッジの別荘ではプラトンに心酔し、古代のアカデメイアに憧れる人文主義者らの会合が開かれるようになった。
プラトン・アカデミーはフィチーノを中心に、ランディーノ、ポリツィアーノ、ピコら多くの人文主義者が集い、メディチ家のロレンツォも加わって、プラトンの対話篇さながらに愛や美を巡る知的な討論を行った。異教的な思想が育まれ、ボッティチェッリの『プリマヴェーラ』『ヴィーナスの誕生』もこれらの知的風土の中に生まれた作品である。
1468年には（カレッジのアカデミーではないが）カマルドリ会系修道院でフィチーノ、アルベルティらにより「至高の善」をめぐる討論会が開かれ、ロレンツォも加わっている。ランディーノの著作が討論の様子を伝えている。
また1475年11月7日（プラトンの命日）にはプラトン当時を偲んで、カレッジに集まり『饗宴』を朗読し、その解釈を各人が述べるという催しも行われた。
ロレンツォの死（1492年）の後にはアカデミー活動は不活発となった。その後、メディチ家復帰（1512年末）後、プラトンアカデミーの再興が試みられたこともある）

## 影響
プラトン・アカデミーは後世に理想化され、組織だった教育・研究機関のように捉えられた。各国の知識人にとって模範と考えられ、研究団体などにアカデミーという語が付けられるようになった。

## 否定説
ジェイムズ・ハンキンスは1990年および1991年に発表した2篇の論文でプラトン・アカデミーの存在自体を再検討した。その証拠と考えられてきたフィチーノの章句やアカデミーのメンバーとされてきた著述家たちの諸作を網羅的に調査し、アカデミーが存在したことを示す記述がないとした。ハンキンスは、上記「アカデミー」は無名の学生たちを教える学校にすぎず、重要思想家の集うアカデミーは後世の想像の産物と主張した。この学説は少なくともアメリカの学界では受け入れられつつあるようである。

## 関連年表
- 1439年　フィレンツェ公会議
- 1462年　フィチーノがコジモ・デ・メディチよりフィレンツェ郊外カレッジに別邸を与えられる。
- 1463年　フィチーノ『ヘルメス文書』を翻訳
- 1464年　コジモ死去
- 1468年　カマルドリの討論会
- 1478年　パッツィ家の陰謀
- 1484年　『プラトン全集』翻訳出版。ピコがカレッジを訪れる。
- 1486年　ピコがローマで討論会を企画（中止）
- 1492年　ロレンツォ死去
- 1494年　ポリツィアーノ、ピコ死去。メディチ家追放（～1512年）。
- 1499年　フィチーノ死去